# Foco (lingüística)
En lingüística, el foco de una oración es el elemento sintáctico al que se le da prominencia mediante entonación, un orden especial que lo destaque (usualmente al inicio) u otro procedimiento. Usualmente existe un 
contraste o énfasis, entre la información nueva (no mencionada previamente en el discurso) e información dada (previamente mencionada), frecuentemente el foco coincide con la información nueva. Algunos medios para señalar el foco son además de la entonación y el orden sintáctico, el uso de clíticos o partículas especiales.

## El foco en español
En español, las nociones de tema (vs. “comentario”) y foco (vs. “presuposición”) son relevantes al momento de explicar ciertos órdenes de palabras en el nivel de la cláusula.  El tema es “aquello de lo que se habla, o el punto de partida de una oración” . El tema, que también se ha conocido como tópico incluye una o varias referencias.

## Dimensiones del foco
Se señalan que el tópico presenta tres dimensiones: (i) dentro de la sintaxis, influye en la organización de la enunciación (ii) semántica, debido a que influye en la referencia de la cláusula, (iii) informativa, porque restringe la información que se afirma o se pregunta. Por otra parte, el foco se refiere a esa información que no está presupuesta en un escenario específico:  
- La casa, se compró hace muchos años  .

## Nivel sintáctico
Tal como ocurre en muchas lenguas, en español, ciertas posiciones sintácticas pueden funcionar como tema, como ocurre, por ejemplo, en el uso de la posición periférica a la izquierda de sintagmas nominales, con o sin determinantes. A pesar de que el tema oracional puede estar asociado a distintos lugares dentro de la cláusula, en español, existen ciertas posiciones que pueden funcionar únicamente como tema. Hay dos construcciones principales de temas periféricos ubicados a la izquierda de la oración: tema vinculante y dislocación a la izquierda. La primera puede estar precedida por una expresión como: en cuanto a o con respecto a, etc. Estas oraciones introducen un cambio de tema discursivo. No existe relación de dependencia gramatical entre el tema y la posición que ocupa dentro de la oración: (2) Animales, están afuera.  Su principal función consiste en cambiar el tópico de un discurso dado. En cambio, en la segunda, el tema puede encontrarse en la posición periférica de una cláusula matriz o una subordinada, con dependencia gramatical entre este y la posición dentro de la cláusula . 

### Ejemplos
- En cuanto al hermano, parece que los padres lo contemplan mucho.
- En cuanto al BMW, parece que los frenos le fallan constantemente. Contexto: discusión sobre los vehículos de Juan)

- (A sus amigos, María los invitó a cenar.
- Estoy segura de que a sus amigos, María los invitó a cenar

En español, el foco posee ciertas particularidades que deben ser especificadas con más detalles. Las tendencias definitorias sobre este término parten de la disyuntiva entre información conocida e información nueva, o también llamado presuposición y foco.  Se señalan que al conjunto de proposiciones asumidas como verdaderas y compartidas por los participantes se les conoce como presuposiciones, mientras que a la información no presupuesta, suministrada, aportada o presentada como nueva, se le conoce como foco . Otros autores, bajo estas premisas. proponen una conceptualización de foco como la parte no presupuesta de una oración . En el discurso, la identificación del foco ocurre generalmente en asociación a una pregunta, cuyo vacío informativo viene a ser el constituyente que representa al foco, como se observa en los siguientes ejemplos:
- A: ¿Quién vino?
- B: Vino Pepe.
- A: ¿Qué hizo Pepe?
- B: Pepe vino

## Patrón de linearización
Se propone para el español, un “patrón de linearización” obligatorio teniendo en cuenta las condiciones entonativas, acentuales y estructurales del foco . La presuposición precede al constituyente de foco, usualmente ubicado a la derecha de la oración. En la tradición generativa , el ámbito del constituyente foco se identifica a partir del rasgo [+foco] asociado a la información nueva. 
Siguiendo esta tradición para el español, se menciona que la similitud de información compartida por la pregunta y la respuesta puede dar lugar a una ambigüedad de foco.  Así, una oración declarativa, como, por ejemplo:
- Nicolás rompió el cristal
- Puede funcionar como respuesta a cualquiera de las siguientes preguntas:
- ¿Qué pasó?
- ¿Qué hizo Nicolás?
- ¿Qué rompió Nicolás?
- De esta manera, el foco puede ser:
  - toda la cláusula:  [ [+foco] Nicolás rompió el cristal ]
  - el predicado verbal:  Nicolás [ [+foco] rompió el cristal ]
  - el objeto directo:  Nicolás rompió [ [+foco] el cristal ]

## Nivel prosódico
A nivel prosódico, las propuestas diferencian el foco neutro o informativo y el foco contrastivo. 
En la “regla del acento focal neutro”, Bosque y Gutiérrez (2008) sostienen que el acento focal se corresponde con el acento principal o nuclear neutro. Esto es, el nudo máximo afectado por el rasgo [+foco] debe dominar al sintagma que contiene el acento nuclear neutro. Ello se manifiesta en la gramaticalidad solo de la estructura en (i):
- [[+foco]…xx…] (b)       *[+foco]…xx…

De igual forma, se propone la “Ley de correspondencia entre foco y acento nuclear”, en la que el constituyente marcado-F debe contener (dominar) al acento nuclear, como en (iii).
- ¿qué se comió el gato?
- [F El gato se comió un ratón]
- El gato [F se comió un ratón]
- El gato se comió [F un ratón]

## Regla del acento neutro
En la “regla del acento focal neutro”, se sostiene que el acento focal se corresponde con el acento principal o nuclear neutro . Esto es, el nudo máximo afectado por el rasgo [+foco] debe dominar al sintagma que contiene el acento nuclear neutro. Ello se manifiesta en la gramaticalidad solo de la estructura en (i):
- [[+foco]…xx…]
- *[+foco]…xx…

De igual forma, se propone la “Ley de correspondencia entre foco y acento nuclear” , en la que el constituyente marcado-F debe contener (dominar) al acento nuclear, como en (iii)
- ¿qué se comió el gato?
- [F El gato se comió un ratón]
- El gato [F se comió un ratón]
- El gato se comió [F un ratón]

## Acento nuclear y acento enfático o contrastivo
- Es pertinente distinguir, en español, el acento nuclear del acento enfático o contrastivo. El primero se coloca en la última palabra del constituyente melódico (subrayado en iv), mientras que el segundo se coloca en la posición donde se da énfasis a la oración (v):

- Nicolás rompió el cristal
- Pero bien sabes que lo tomo sin azúcar
- [Te puse dos cucharaditas de azúcar en el café.]

El primero se representa en las estructuras anteriores, en las que la información nueva presente en el constituyente foco contiene la cima melódica de la oración. Se propone (10), en lugar de (7b). En (7b), no se cumple la ley de correspondencia entre foco y acento , por lo que se contextualiza en aseveraciones más que en preguntas:
- A: ¿Quién vino? B: Vino Pepe.
- •	El gato se comió [F un ratón] (no un canario). [El gato se comió un canario].
- •	[F El gato] se comió un ratón (no el perro) [El perro se comió un ratón]

## Focalización en español
Para el español, se postulan que, además de las estructuras anteriores,  las cuales permiten anteponer un constituyente por énfasis o información, se da lugar a una estructura denominada focalización . Dentro de la caracterización de este constituyente, se distinguen las siguientes propiedades:
- El elemento antepuesto contiene la cima melódica de la oración, la estructura es interpretada como contrastiva

A: Al director, le parece que los jóvenes hoy en día vienen bien preparados.
B: Esa idea tiene él. Yo no estoy en lo absoluto de acuerdo.
- Las estructuras focalizadas tienden a invertir el sujeto

A: Creo que le dieron un golpe.
B: Una paliza tuvieron que haberle dado.
- La no existencia de coindización entre el elemento focalizado y el clítico

A: Creo que un ladrón le robo cien euros.
B: Mil euros tendría el ladrón que haberle robado.
- Cualquier constituyente puede ser focalizado

SD: el apartamento, puedes quedarte allá.
SA: cansado estaba yo ayer.
SP: en mi casa, puedes quedarte cuando quieras.
SAdv: muy rápido, tú comes. 	 demasiados días, esperé tu llamada.
- Un elemento focal sólo puede anteponerse, no se admite recursividad.

Un día, María la vio.
- El constituyente antepuesto no puede escapar de los entornos caracterizados como islas fuertes.

En la calle un día, María la vio.
- La no existencia de posposición del elemento focalizado a la derecha

A Pedro, conocemos la mujer que traicionó (y no a Juan)
- Las oraciones principales como las subordinadas presentan focalización

Llamó Nicolás a María (no a Plutarco).  	Creo que yo haría casi lo mismo que ella hizo
Las descripciones sintácticas sobre el comportamiento de la focalización parten de las similitudes entre el foco y el movimiento del SQu, que produce un desplazamiento al SC con el fin de cotejar un rasgo (movimiento A) .  En este caso, se ha propuesto, que el rasgo [+foco] debe cumplirse en una proyección designada , sustentado por el criterio o principio de foco, según el cual el constituyente [+foco] se coteja en una proyección [+foco]. Se defiende que para el español no es necesario el desplazamiento o la anteposición focal, como en (7), caso que se puede considerar como un rasgo débil, ya que no necesita cotejarse de forma visible . 
Las especificaciones anteriores reflejan solo algunas de las diversas estrategias de énfasis que sigue el español, como lengua.